# Pazifische Hurrikansaison 2020
Die Pazifische Hurrikansaison 2020 beschreibt die Bildung tropischer Wirbelstürme im nördlichen Pazifischen Ozean östlich der Datumslinie in der Saison 2020. Mit der Entstehung des ersten Sturms am 25. April wies die Saison 2020 den frühesten Beginn einer pazifischen Hurrikansaison seit Beginn verlässlicher Aufzeichnungen in diesem Gebiet im Jahr 1966 auf: „Eins-E“ bildete sich rund zwei Wochen früher aus als der bisherige Rekordhalter „Adrian“ im Jahr 2017.
Ihren offiziellen Beginn hat die Saison am 15. Mai im östlichen Pazifik und am 1. Juni im zentralen Pazifik. Sie endet jeweils am 30. November. Diese Daten bilden laut Konvention die Zeit des Jahres, in der sich die meisten tropischen Wirbelstürme bilden; grundsätzlich ist die Bildung eines tropischen Sturms jederzeit möglich.

## Systeme

### Sturmnamen
Die folgende Namensliste wurde 2020 für die Namensvergabe im nordöstlichen Pazifik verwendet. Die Liste ist dieselbe, wie die in der Pazifischen Hurrikansaison 2014 verwendete, mit Ausnahme des Namens Odalys, der Odile ersetzt hat.
Amanda, Boris, Cristina, Douglas, Elida, Fausto, Genevieve, Hernan, Iselle, Julio, Karina, Lowell, Marie, Norbert, Odalys und Polo
Nicht zur Anwendung kamen:
Rachel, Simon, Trudy, Vance, Winnie, Xavier, Yolanda und Zeke
Stürme, die sich im Verantwortungsbereich des Central Pacific Hurricane Center bilden, also zwischen 140° westlicher Länge und der Internationalen Datumslinie, werden die Namen einer Reihe von vier sich abwechselnden Listen entnommen. Die nächsten vier Namen werden nachfolgend genannt:
Hone, Iona, Keli, Lala

### Tropisches Tiefdruckgebiet Eins-E
Am 23. April gab das National Hurricane Center (NHC) einen Special Tropical Weather Outlook (STWO) aus, weil sich einige hundert Kilometer südlich der Spitze von Niederkalifornien ein ausgedehntes Tiefdruckgebiet befand, das Potential für eine tropische Zyklogenese zeigte. In der Folge entwickelte sich dieser Trog schnell, und um das langgezogene Zentrum bildete sich Konvektion. Das Tief vergrößerte sich durch eine außerordentliche Ausströmung an der Nordseite und entwickelte sich im Tagesverlauf und in der Nacht zum 24. April langsam, während es sich von der Innertropischen Konvergenzzone löste. Daher beurteilte das NHC die Möglichkeit als hoch, dass sich innerhalb von 48 Stunden ein tropisches System entwickle. Zwar begann die Gewittertätigkeit in der Nähe des Zentrums zu verblassen, doch nahm das Zentrum eine rundere Form an. Am 25. April deutete ein ASCAT-Durchgang an, dass das Tiefdruckgebiet während der Nacht ein besser definiertes Zentrum ausbildete und die Zirkulation vollständig von neuer Gewittertätigkeit bedeckt wurde. Etwa zu diesem Zeitpunkt, gegen 15:00 UTC am 25. April, erklärte das NHC das System zum Tropischen Tiefdruckgebiet Eins-E. Es ist damit die bisher früheste Bildung einer tropischen Tiefdrucksystems im östlichen Nordpazifik (östlich von 140° westlicher Länge), seit 1966 verlässliche Beobachtungen begonnen haben. Zuvor war die früheste Bildung die des Tropischen Sturms Adrian der Pazifischen Hurrikansaison 2017, der sich am 9. Mai gebildet hatte. Eine kleine konvektive Zelle erlaubte es, dass das Tiefdruckgebiet seine Intensität beibehielt, obwohl trockene Luft in die Zirkulation einströmte. Am 26. April begannen trockene Luft, zunehmende Windscherung und eine kühlere Wasseroberfläche die kleine Zyklone zu beeinflussen, sodass die tiefe Konvektion im Zentrum sich rasch auflöste und ein freies, schlechtdefiniertes Zentrum mit wenig Gewittertätigkeit zurückblieb, das gerade so die Kriterien für ein tropisches System erfüllte. Einige Stunden später wurde das System für aufgelöst erklärt.

### Tropischer Sturm Amanda
Am 27. Mai südlich von Guatemala und El Salvador hatte sich ein Tiefdruckgebiet gebildet, welches nach 2 Tagen sich mit einer Tropischen Welle die von Afrika kam Interagiert hat. Diese mehreren Sachen führten zu der Formation von einer Tropischen Depression am 30. Mai welches sich nach ungefähr einem Tag zu einem Tropensturm Organisiert hat und den Namen Amanda Bekommen hat. Nach einigen stunden hatte Amanda El Salvador getroffen nahe zu Las Lisas, Santa Rosa. Amanda hatte sich danach schnell Abgeschwächt, und die Reste von Amanda haben sich nördlich zur Bucht von Campeche bewegt und haben sich regeneriert, wo sie dann Tropensturm Cristobal wurden.

## Saisonverlauf
Diese Tabelle gibt eine Übersicht aller tropischen Tiefdrucksystem im nordöstlichen Pazifischen Ozean. Sie nennt, Dauer, Namen, betroffene Landgebiete, Schadenssumme und Zahl der Opfer.
| Name             | Dauer                 | Spitzenklassifikation | andauernde Windgeschwindigkeiten | Luftdruck | betroffene Gebiete | Schäden (USD) | Tote | Belege |
| ---------------- | --------------------- | --------------------- | -------------------------------- | --------- | ------------------ | ------------- | ---- | ------ |
| Eins-E           | 25. bis 26. April     | Tiefdruckgebiet       | 55 km/h                          | 1006 hPa  | auf See            | 0             | 0    |        |
| Saison insgesamt |                       |                       |                                  |           |                    |               |      |        |
| 1 System         | 25. April bis … (TBD) |                       | 55 km/h                          | 1006 hPa  |                    |               | 0    |        |

## Belege
1. ↑  Pacific Tropical Cyclone Names 2016–2021. In: Central Pacific Hurricane Center. National Oceanic and Atmospheric Administration, 12. Mai 2016 ehemals im Original (nicht mehr online verfügbar) (englisch). (Seite nicht mehr abrufbar. Suche in Webarchiven)  Info: Der Link wurde automatisch als defekt markiert. Bitte prüfe den Link gemäß Anleitung und entferne dann diesen Hinweis.
2. ↑  Andrew Latto, Daniel Brown: NHC Graphical Outlook Archive. National Hurricane Center, 25. April 2020, abgerufen am 28. April 2020 (englisch).
3. ↑  Andrew Latto: NHC Graphical Outlook Archive. National Hurricane Center, 25. April 2020, abgerufen am 28. April 2020 (englisch).
4. ↑  Andrew Latto: NHC Graphical Outlook Archive. In: www.nhc.noaa.gov. 24. April 2020, abgerufen am 28. April 2020 (englisch).
5. ↑  David Zelinsky: Tropical Depression ONE-E. National Hurricane Center, 25. April 2020, abgerufen am 28. April 2020 (englisch).
6. ↑  David Zelinsky: Tropical Depression ONE-E. National Hurricane Center, 25. April 2020, abgerufen am 25. April 2020.
7. ↑  Stacy Stewart: Tropical Depression One-E Discussion Number 5. In: National Hurricane Center. 26. Mai 2020, abgerufen am 29. April 2020 (englisch).
8. ↑  Stacy Stewart: Post-Tropical Cyclone One-E Discussion Number 6. In: National Hurricane Center. 26. Mai 2020, abgerufen am 29. April 2020 (englisch).